# Frank Arnesen
Frank Arnesen (Copenhague, 30 de setembro de 1956) é um ex-futebolista dinamarquês. Atualmente é diretor de futebol do PAOK.

## Carreira

### Como jogador
Nascido em Copenhague, Arnesen iniciou sua carreira no futebol defendendo um pequeno clube local, o Fremad Amager, que disputava apenas divisões inferiores do futebol dinamarquês. Porém, conseguiria após apenas duas temporadas no time profissional, uma transferência para o - na época - poderoso Ajax, assim como seu companheiro Søren Lerby. Sua estreia na equipe aconteceria apenas alguns meses depois, em 7 de março de 1976, quando o Ajax empatou com o Utrecht (1 a 1). No ano seguinte, também faria sua estreia pela Seleção Dinamarquesa, a qual defenderia em 52 oportunidades, marcando catorze tentos, durante seus dez anos, tendo estado presente na Eurocopa 1984 e na Copa do Mundo de 1986, onde a Dinamarca ficou conhecida como Dinamáquina.
Terminaria sua passagem de sete temporadas no Ajax quando acabou migrando para o futebol espanhol, indo defender o Valencia, assim como vários atletas na época. Suas duas temporadas no clube seriam satisfatórias, mas não conquistaria títulos. Deixaria o clube para passar outras duas temporadas no futebol belga, defendendo o Anderlecht. Neste, teria desempenho melhor que durante sua passagem pelo Valencia, e conquistaria um campeonato belga em sua segunda temporada. Retornaria ao seu país após o título para defender o rival de sua antiga equipe, o PSV Eindhoven. Suas três temporadas no clube seriam de grande sucesso, nem tanto quando ao seu desempenho dentro de campo, mas conquistaria três títulos neerlandeses, além de sua primeira e única Copa dos Campeões, a qual acabaria ficando de fora da final devido a uma lesão.

## Diretor de futebol
Após deixar o futebol profissionalmente, ficaria longe do mesmo durante três temporadas, quando retornou para assumir o cargo de assistente do lendário Bobby Robson no PSV Eindhoven. Robson acabaria deixando o clube após sua primeira temporada como assistente, mas Arnesen permaneceria mais como assistente, agora de Hans Westerhof (que também acabaria deixando o clube após a temporada. No ano seguinte, assumiria como diretor de futebol do próprio PSV, onde viveria seus maiores sucessos após sua aposentadoria dos campos. Durante suas dez temporadas na função no PSV, seria creditado como o responsável pela contratação de vários talentos para o clube, como o brasileiro Ronaldo e os neerlandeses Jaap Stam, Ruud van Nistelrooy e Arjen Robben, dentre outros. Deixaria o clube e seguiria para o futebol inglês, quando aceitou uma oferta do Tottenham Hotspur.
Porém, no Tottenham viveria grandes frustrações. Arnesen seria responsável pelas contratações dos atletas, enquanto o treinador Jacques Santini cuidaria da coisas relacionadas as partidas, assim como era no PSV. Porém, acabaria havendo desentendimentos entre ambos, tendo Santini deixado o clube após alguns meses, e Martin Jol, que fora contratado como assistente, colocado no cargo. No ano seguinte, seria suspenso pela direção do Tottenham por declarar publicamente seu desejo de trabalhar no rival Chelsea, após este fazer uma proposta, que seria considerara ilegal. Arnesen foi recomendado a Roman Abramovich por Piet de Visser, contratação a qual o treinador na época, José Mourinho, era contra. Mais tarde, ambos os clubes anunciaram que chegaram a um acordo, tendo o Chelsea pago cinco milhões de libras para a liberação de Arnesen.
Tendo anunciado no início do ano de 2011 que deixaria o Chelsea após o término da temporada inglesa, acertou em seguida um contrato de três temporadas com o Hamburgo, onde permaneceu até 2013. Seu principal ato como diretor de futebol foi trazer cinco atletas do Chelsea ao HSV: Jacopo Sala, Michael Mancienne, Slobodan Rajković, Gökhan Töre (em definitivo) e Jeffrey Bruma (por empréstimo), e em outubro de 2011 foi escolhido para treinar o Hamburgo por uma partida, antes de Thorsten Fink ser contratado. Este foi o primeiro trabalho de Arnesen como treinador.
Em janeiro de 2014, o Metalist Kharkiv confirmou que Arnesen seria o novo diretor de futebol da agremiação a partir de fevereiro. Porém, com a instabilidade política na Ucrânia, o ex-meia resolveu deixar o cargo. Voltou à ativa em 2015, como diretor de futebol do PAOK.